# Alchemilla nitida
Alchemilla nitida é uma espécie de rosácea do gênero Alchemilla, pertencente à família Rosaceae.